# 寿带鸟
，为王鶲科寿带属的鸟类。它是遷徙至東南亞過冬的候鳥。直到2015年，它還被認為是印度綬帶的一個亞種。

## 特征
雄鸟体长30厘米，成年雄鸟的头、颈和羽冠具有深蓝辉光，身体其余部分为白色，具黑色羽干纹。中央两根羽尾长达身躯的四五倍，形似绶带。成年雌鸟羽冠比雄鸟短，尾羽也短，头、颈和羽冠黑色具有蓝色辉光，其余羽色为赭色。